# Per August Törnström
Per August Törnström, född 8 april 1783, död 26 april 1841 i Karlskrona, var en svensk styrman och teckningslärare.
Han var son till amiralitetsbildhuggaren Johan Törnström och Lovisa Margaretha Löfberg och gift med Marie Olsson. Han var far till Wilhelm Ferdinand Törnström och bror till bildhuggaren Johan Törnström och halvbror till Emanuel Törnström. Vid sidan av sitt arbete som styrman var han verksam som konstnär och ritlärare i Karlskrona där han undervisade vid örlogsvarvet och gav privatlektioner.